# マフムード2世 (セルジューク朝)
マフムード2世（Mahmud II、1105年? - 1131年9月10日）は、イラク・セルジューク朝の初代スルタン（在位：1118年4月 - 1131年）。

## 生涯
父は大セルジューク朝の第7代スルタンであるムハンマド・タパルで長男。1118年4月の父の死後、叔父のアフマド・サンジャルと分割する形で跡を継いだ。1119年8月にアフマドの西進を受けてイランのサーヴェの戦いで大敗した。継嗣の無かったアフマドは娘を与えて自らの後継者にし、事実上支配下に置かれたが、1131年に没した。
マフムード2世はスルタンとしての力量に欠けており、イラクの政情は安定せず、1127年にはザンギー朝が自立し、アサド族のマズヤド朝も勢力を拡大した。